# Pachygonidia hopfferi
Espèce
Pachygonidia hopfferi est une espèce d'insectes lépidoptères (papillons) de la famille des Sphingidae, sous-famille des Macroglossinae, de la tribu des Dilophonotini et du genre Pachygonidia .   

## Description
L'envergure varie autour de 74 mm. Il y a une tache submarginales gris-brun sur la face dorsale des ailes antérieures et le bord extérieur de la bande postmédiane noire est lisse. Il y a trois bandes transversales médiane rose à rosâtre sur la face dorsale de l'aile postérieure.

## Répartition et habitat
Répartition
L'espèce est connue en Amérique centrale (Panama et Costa Rica) et Amérique du Sud en particulier en Bolivie et au Pérou.

## Biologie
Il y a probablement plusieurs générations par an.
Les chenilles se nourrissent probablement Doliocarpus dentatus, Doliocarpus multiflorus et Tetracera hydrophila.

## Systématique
- L'espèce  Pachygonidia hopfferi a été décrite par l'entomologiste allemand Otto Staudinger en 1875[2]
- La localité  types est la Province de Chiriqui au Panama.